# Les flors de maig
Les flors de maig és una composició coral amb lletra i música de Josep Anselm Clavé de l'any 1858.
A l'impuls de la Renaixença, Clavé va compondre les primeres cançons en català, la més coneguda de les quals és Les flors de maig. La cançó data de 1858 i juntament amb Lo Pom de Flors, del 1859, seran de les més populars entre les melodies de Clavé. Eren interpretades per cors d'homes.